# 蜂猴
蜂猴（學名Loris tardigradus），是一種主要產于印度和斯里蘭卡雨林地區的小型原猴，屬於懒猴科蜂猴屬。
蜂猴平均體長在17.5-26釐米之間，平均體重只有85-350克。它們有一雙面向前方的大眼睛，耳朵也很大，大拇腳趾與其他四趾相對，形成鑷子的形狀，可以拿握東西，沒有尾巴。蜂猴的身體為深灰色，毛髮為銀白色。
群居動物，在晚上分頭覓食，白天則聚集到巢穴裏睡覺。蜂猴主要以昆蟲、蜥蜴和卵為食，有時也吃漿果、樹葉和花蕾。
母蜂猴在10個月時就達到性成熟期，每年可以和公蜂猴交配兩次。孕期為166-169天，每胎1-2仔，斷奶期為6-7個月。
由於獵殺和棲息地的減少，蜂猴目前被列爲瀕危動物。
共有兩個亞種：
- 指名亞種 L. t. tardigradus
- L. t. nycticeboides